# 1520-е годы
1520-е (ты́сяча пятьсо́т двадца́тые) го́ды по юлианскому календарю — промежуток времени с 1 января 1520 года по 31 декабря 1529 года, включающий 1520 год 2-го десятилетия   и с 1521 по 1529 годы    3-го десятилетия XVI века 2-го тысячелетия.  Они закончились 496 лет назад.

## События
- Русско-литовская война (1512—1522).
- Турецко-персидская война (1514—1555).
- Польско-тевтонская война (1519—1521). Герцогство Пруссия создано из владений Тевтонского ордена (1525; Краковский мир).
- Первое кругосветное плавание Магеллана (1519—1522).
- Восстание комунерос в Испании (1520—1522).
- Теночтитлан захвачен Кортесом (1521), что привело к падению империи ацтеков, и завоеванию Мексики испанцами.
- Османо-венгерская война (1521—1526). Битва при Мохаче (1526). Королевская Венгрия (1526—1867). Венгерская гражданская война (1527—1538).
- Итальянская война (1521—1526). Битва при Павии (1525) — последняя битва Средних веков и первая битва Нового времени.
- Рыцарское восстание (1522). Крестьянская война в Германии (1524—1525; Томас Мюнцер).
- Делийский султанат (1206—1526/1555) захвачен монголами после битвы при Панипате (1526). Империя Великих Моголов (1526—1858; Бабур). Бахманидский султанат распался (1347—1527).
- Война Коньякской лиги (1526—1530). Разграбление Рима (1527 год).
- Начало Протестантизма (1529; шпайерская протестация).
- Франко-турецкий альянс (1528—1798). Австро-турецкая война (1529—1533). Осада Вены (1529). Малая война в Венгрии (1529—1552).

## Государственные деятели
- Карл V, император (1519—1556).
- Сулейман I, султан (1520—1566).

## Культура
- 1523 — Цвингли опубликовал сочинение «О божественной и человеческой справедливости» (нем. Von gottlicher und menschlicher Gerechtigkeit), в котором изложил своё вероучение.

## Родились

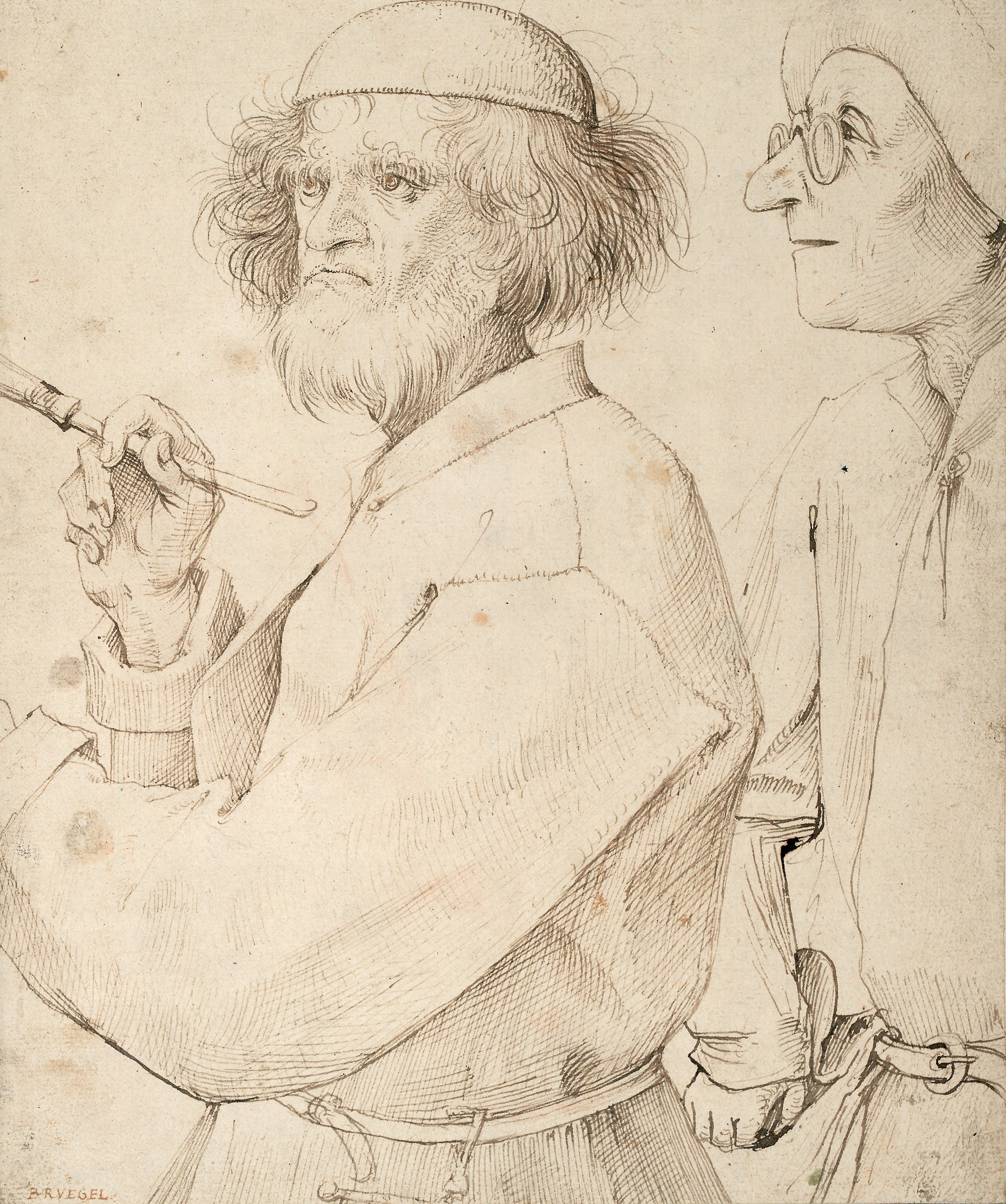
Автопортрет Брейгеля с заказчиком («Художник и знаток»)

- Арчимбольдо, Джузеппе — итальянский живописец, декоратор, представитель маньеризма.
- Брейгель Старший, Питер — южнонидерландский живописец и график, самый известный и значительный из носивших эту фамилию художников. Мастер пейзажа и жанровых сцен. Отец художников Питера Брейгеля Младшего (Адского) и Яна Брейгеля Старшего (Райского).
- Джон Ди — английский математик, астроном и географ, придворный советник, алхимик и астролог.
- Камоэнс, Луис де — португальский поэт, живший в XVI веке, автор поэмы «Лузиады».
- Максимилиан II — император Священной Римской империи.
- Паоло Веронезе — один из виднейших живописцев венецианской школы.
- Сикст V — папа римский с 24 апреля 1585 по 27 июля 1590.
- Урбан VII — папа римский с 15 сентября по 27 сентября 1590.
- Филипп II — король Испании.

## Скончались

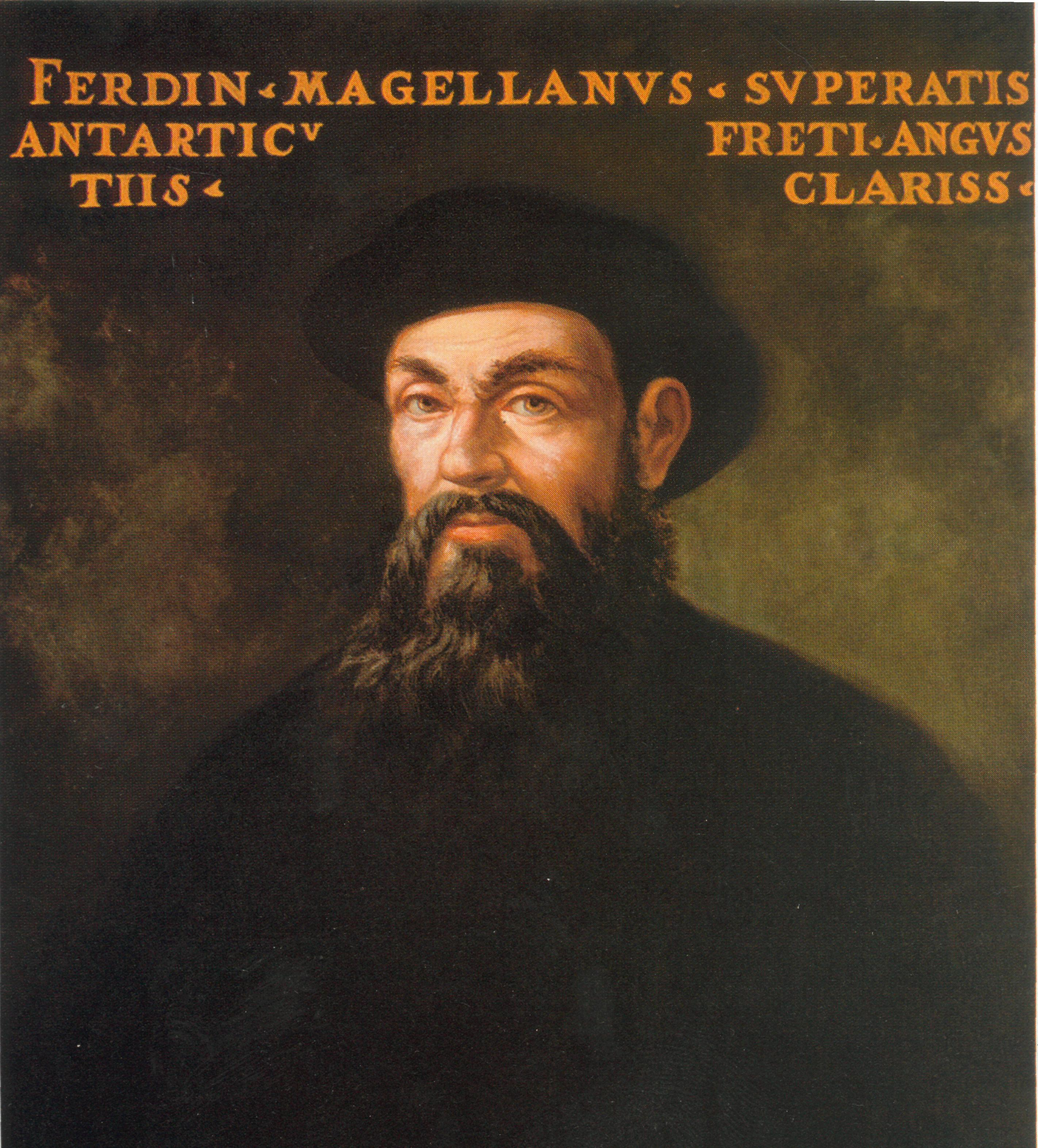
Портрет Магеллана

- Васко да Гама — португальский мореплаватель, известен как первый европеец, совершивший морское путешествие в Индию (род.1469).
- Дюрер, Альбрехт — немецкий живописец и график.
- Кабрал, Педру Алвариш — португальский мореплаватель, которому принадлежит честь открытия Бразилии.
- Лев X (1475—1521) — папа римский (1513—1521). Последний папа, не имевший священного сана на момент избрания.
- Магеллан, Фернан — португальский и испанский мореплаватель. Командовал экспедицией, совершившей первое известное кругосветное путешествие. Открыл пролив, позже названный его именем, став первым европейцем, проследовавшим из Атлантического океана в Тихий.
- Никколо Макиавелли (1469—1527) — итальянский политический философ.
- Монтесума II — император (уэй тлатоани) ацтеков (мешиков) с 1502 из династии Акамапичтли.
- Понсе де Леон, Хуан — испанский конкистадор, который основал первое европейское поселение на Пуэрто-Рико и во время поисков «источника вечной молодости» открыл в 1513 году Флориду.
- Рафаэль Санти — выдающийся итальянский художник и архитектор эпохи Возрождения (р. 1483).
- Селим I — девятый османский султан.